# 14 de desembre
El 14 de desembre és el tres-cents quaranta-vuitè dia de l'any del calendari gregorià i el tres-cents quaranta-novè en els anys de traspàs. Queden 17 dies per finalitzar l'any.

## Esdeveniments
Països Catalans
- 1927: Inauguració de la ruta aèria Barcelona - Madrid. La companyia Iberia fa el seu primer vol comercial.
- 2003, Barcelona, Saló del Tinell: PSC, ERC i ICV-EUiA signen el pacte del Tinell i formen un govern tripartit.

Resta del món
- 867, Roma, Estats Pontificis: Adrià II és nomenat papa, com a successor de Nicolau I.
- 872, Roma: Joan VIII és nomenat papa, com a successor d'Adrià II.
- 1819: Alabama és el 22è estat admès als Estats Units d'Amèrica.
- 1900: Max Planck publica el seu estudi de la teoria quàntica.
- 1911: L'expedició liderada pel noruec Roald Amundsen és la primera a trepitjar el pol Sud, passant per davant de l'expedició britànica d'Scott que no sortirà amb vida del continent.
- 1925: Berlín, Alemanya: estrena de l'òpera Wozzeck d'Alban Berg a la Staatsoper.[1]
- 1927: L'Iraq s'independitza del Regne Unit.
- 1946: L'Organització Internacional del Treball es va adherir a les Nacions Unides, sent el primer organisme especialitzat de les Nacions Unides.
- 1947, Madrid: Inauguració de l'Estadi Santiago Bernabéu.
- 1950: Es crea l'ACNUR per una resolució de l'Assemblea General de les Nacions Unides.
- 1979, Regne Unit: Es publica London Calling de The Clash, un dels millors discos de tots els temps segons Rolling Stone.
- 1988, Espanya: Vaga general de 1988 a Espanya.
- 1995, París, França: s'hi signen els Acords de Dayton amb els quals s'acaba la guerra de Bòsnia.
- 2003, Venècia, Itàlia: el Teatre de la Fenice reobre després de l'incendi de 1996.
- 2003, Bagdad, Iraq: els nord-americans anuncien la captura el dia abans de Saddam Hussein a Al-Dawr (a 15 km de Tikrit), tot i que probablement el tenien detingut des de feia almenys deu dies.
- 2004, Millau, França: s'inaugura el Viaducte de Millau, el pont més alt del món.
- 2008, Bagdad: El periodista Muntazer al-Zaidi llença les seves sabates contra el president George W. Bush durant una roda de premsa.
- 2012, Connecticut, Estats Units d'Amèrica: Un home de vint anys entra en una escola de primària i mata 26 persones (entre ells 20 nens d'entre 5 i 10 anys) en el que es coneix com a tiroteig de l'Escola Primària de Sandy Hook, fou la matança més massiva en una escola de la història dels Estats Units.

## Naixements
Països Catalans
- 1873 - Barcelona: Lluïsa Casagemas i Coll, compositora catalana (m. 1942).[2]
- 1945 - Benimeli (la Marina Alta): Joan Baptista Mengual i Llull, conegut com a Isa Tròlec, escriptor valencià.
- 1982 - Barcelona: Laia Yurss Ramos, jugadora d'hoquei sobre herba catalana.[3]
- 1924 - Barcelona: Teresa Salvador i Salvador, religiosa i activista social catalana (m. 2014).[4]
- 1963 - Figueres: Vicenç Pagès i Jordà, escriptor i crític literari català (m. 2022).

Resta del món
- 1503 - Saint-Rémy-de-Provence, (França): Nostradamus, astròleg.
- 1546 - Knudstrup, (Dinamarca): Tycho Brahe, astrònom.
- 1631 - Londres: Anne Conway, filòsofa anglesa (m. 1679).[5]
- 1640 - Kent: Aphra Behn, dramaturga, escriptora, traductora i feminista anglesa (m. 1689).[6]
- 1784 - Caserta, : Maria Antònia de Borbó-Dues Sicílies, Princesa de les Dues Sicílies amb l'habitual tractament d'altesa reial dels membres d'aquesta casa sobirana.
- 1789 - Varsòvia: Maria Szymanowska, una de les primeres compositores i pianistes virtuoses poloneses del segle xix (m. 1831).[7]
- 1831 - Segòvia: Arsenio Martínez-Campos Antón, president del govern espanyol (1879-1879).
- 1883 - Tanabe, Japó: Morihei Ueshiba, creador de l'aikido.
- 1895 - Sandringham, Norfolk (Anglaterra): Jordi VI del Regne Unit, Rei del Regne Unit de la Gran Bretanya i d'Irlanda del Nord (1936-1952), emperador de l'Índia (1936-1947) i últim rei d'Irlanda (1936-1949).
- 1901 - Palau Reial de Tatoi, Atenes, Grècia: Pau I de Grècia, rei de Grècia des del 1947 al 1964.
- 1908 - Tantāː Doria Shafik, filòsofa i feminista egípcia, promotora dels drets de la dona.[8]
- 1909 - Boulder, (Colorado, EUA): Edward Lawrie Tatum, biòleg, químic, genetista i nord-americà guardonat amb el Premi Nobel de Medicina o Fisiologia l'any 1958 conjuntament amb Joshua Lederberg i George Wells Beadle.
- 1914 - Bremen (Estat de Bremen, Imperi Alemany): Karl Carstens, cinquè president de la República Federal Alemanya entre els anys 1979 i 1984.
- 1916 - San Francisco: Shirley Jackson, escriptora estatunidenca especialitzada en el gènere de terror (m. 1965).[9]
- 1918 - Bellur, Kolar: B. K. S. Iyengar, fundador del ioga Iyengar.
- 1922 - Usman, Unió Soviètica: Nikolai Bàssov, físic soviètic guardonat amb el Premi Nobel de Física l'any 1964.
- 1924 -Tohmajärvi: Siiri Rantanen, esquiadora de fons finesa que competí els anys 1950/60.[10]
- 1930 - Toronto, Canadà: Suzanne Morrow, patinadora artística sobre gel canadenca (m. 2006).[11]
- 1946 - 
  - Londres, (Regne Unit): Jane Birkin, model, cantant, actriu i directora de cinema.[12]
  - Egeln, RDA: Ruth Fuchs, atleta alemanya especialista en llançament de javelina i guanyadora de dues medalles olímpiques.[13]
- 1947 - Belo Horizonte, (Minas Gerais, Brasil): Dilma Rousseff, presidenta del Brasil. (2011 - 2016).[14]
- 1950 - Salobre (Castella-la Manxa): José Bono Martínez, polític espanyol pertanyent al PSOE.
- 1951 - Amsterdam, (Holanda del Nord): Jan Timman, escaquista.
- 1960 - 
  - Weißenfels, Romy Saalfeld, remadora alemanya que competí amb la RDA, medalla d'or als Jocs Olímpics de Moscou.[15]
  - Charleston: Catherine Coleman, química estatunidenca i astronauta de la NASA.[16]
- 1966 - 
  - Salta: Lucrecia Martel, directora de cine argentina, una de les cineastes més importants de Llatinoamèrica.[17]
  - Rødovre, (Dinamarca): Helle Thorning-Schmidt, política danesa.
- 1970 - Varsòvia: Anna Maria Jopek, cantant de jazz i pop polonesa, la gran veu del jazz actual a Polònia.[18]
- 1979 - Chester, (Anglaterra): Michael Owen, futbolista anglès.

## Necrològiques
Països Catalans
- 1077: Roma: Agnès d'Aquitània, també Agnès de Poitiers o Emperadriu Agnès, emperadriu consort del Sacre Imperi Romanogermànic (n. vers 1025).[19]
- 1442 - Saumur, Regne de França: Violant d'Aragó, fou princesa d'Aragó i reina titular de Nàpols (1400 - 1417) i comtessa consort de Provença (1400-1417).[20]
- 1853 - Vallbona de les Monges: Lluïsa Dalmau i de Falç, abadessa del monestir de Vallbona de les Monges.[21]
- 1909 - Madrid: Agustí Querol i Subirats, escultor català (n. 1860).
- 1945 - Mataró: Miracle Andreu i Boigues, una de les primeres metgesses catalanes, ginecòloga i pediatra (n. 1880).[22]
- 1996 - Ossera: Sofia Montaner i Arnau, trementinaire catalana, la darrera que va exercir aquest ofici (n. 1908).[23]
- 2003 - Borriana, Plana Baixa: Assumpta González i Cubertorer, escriptora teatral valenciana (n. 1917).[24]
- 2024 - Collbatóː Isak Andic Ermay, empresari, fundador de Mango i el català més ric (n. 1953).[25]

Resta del món
- 872, Roma: Adrià II, Papa de l'Església catòlica des del 867 fins al 872.
- 1460, Ferrara: Guarino de Verona, figura primerenca del Renaixement italià.
- 1542, Falkland, Fife, Escòcia: Jaume V d'Escòcia, rei d'Escòcia (1513–1542).
- 1591, Úbeda, Jaén: Joan de la Creu, frare carmelita que escrigué una obra poètica molt eminent (n. 1542).[26]
- 1788
  - Madrid: Carles III d'Espanya, rei de les Dues Sicílies (1735-1759) i rei d'Espanya (1759-1788).
  - Hamburg (Alemanya): Carl Philipp Emanuel Bach, compositor alemany (n. 1714).
- 1799, Mount Vernon (Virgínia), EUA: George Washington, general i primer president dels Estats Units.
- 1844, Ciutat de Mèxic: Melchor Múzquiz, sisè president de Mèxic (1832).
- 1873, Dresden: Elisabet de Baviera, reina de Prússia (1840-1861).
- 1918, Lisboa, Portugal: Sidónio Pais, president de la República Portuguesa, conegut com el "President-Rei".
- 1933, Torgau: Elisabeth Leisinger, cantant d'òpera alemanya.[27]
- 1945, Dresden: Elisabeth Andrae, pintora alemanya (n. 1876).[28]
- 1947, 
  - Stourport-on-Severn, Worcestershire, Anglaterra: Stanley Baldwin, polític anglès, Primer Ministre del Regne Unit (1923-1924) (n.1867).
  - Berlín: Lilly Reich, dissenyadora modernista alemanya, una de les poques professores dones de la Bauhaus.[29]
- 1963, 
  - Detroit, Michigan (EUA): Dinah Washington, cantant i pianista estatunidenca (n. 1924).[30]
  - Nancy: Marie Marvingt, atleta, esportista, alpinista, pilot i periodista francesa (n.1875).[31]
- 1968, Berlín: Margarete Klose, mezzosoprano alemanya (n. 1902).[32]
- 1989, Moscou, Rússia: Andrei Sàkharov, físic nuclear soviètic i drets humans i les llibertats guardonat amb el Premi Nobel de la Pau l'any 1975.
- 1990, Neuchâtel, Suïssa: Friedrich Dürrenmatt, dramaturg suís en llengua alemanya.
- 1993, Buenos Aires: Silvina Ocampo, escriptora argentina. (n. 1903).[33]
- 2003, Barstow, Califòrnia: Jeanne Crain, actriu estatunidenca (n. 1925).[34]
- 2013, Londres, Regne Unit: Peter O'Toole, actor britànic de cinema i teatre (n. 1932).[35]
- 2019, París: Anna Karina, actriu, directora, escriptora i cantant francesa d'origen danès (n. 1940).[36]
- 2021 - Suïssa: Maja Beutler, escriptora suïssa. (n. 1936)

## Festes i commemoracions
- Sants: Joan de la Creu, carmelita, doctor de l'Església; Venanci Fortunat, bisbe; Espiridó de Tremithous, bisbe.